# Mesomys occultus
Mesomys occultus és una espècie de mamífer rosegador de la família de les rates espinoses. És endèmica de l'Amazones (Brasil). Té un aspecte molt similar al de M. hispidus. El seu hàbitat són els boscos de boscos de terra firme, on passa temps a terra i al dosser. És una espècie en risc mínim, és a dir, no sembla que hi hagi cap amenaça significativa per a la seva supervivència.